# Lanza's alpenlandsalamander
Lanza's alpenlandsalamander of Lanza’s landsalamander (Salamandra lanzai) is een salamander uit de familie echte salamanders of Salamandridae. De soort werd voor het eerst wetenschappelijk beschreven door Giuseppe Nascetti, Franco Andreone, Massimo Capula en Luciano Bullini in 1988. De soortaanduiding lanzai is een eerbetoon aan Benedetto Lanza.

## Uiterlijke kenmerken
Lanza's alpenlandsalamander lijkt op en is ook verwant aan de vuursalamanders, maar mist altijd de felle vlekken en is gitzwart van kleur, de huid is altijd glanzend. Hiermee lijkt de soort op de 'normale' alpenlandsalamander (Salamandra atra), maar deze laatste soort heeft soms gele vlekken die Lanza's salamander altijd mist. Er zijn nog wel andere verschillen, zo wordt deze soort iets groter, heeft een afgeronde staartpunt in plaats van een meer spitse staartpunt, een langere staart en kleine zwemvliezen tussen de tenen, die bij de alpenlandsalamander volledig ontbreken. De maximale lengte is ongeveer 16 centimeter.

## Voorkomen
Lanza's alpenlandsalamander komt voor in de Alpen in Frankrijk en Italië. Het voedsel van deze soort is goed onderzocht, de salamander leeft hoofdzakelijk van insecten, maar ook spinnen, miljoenpoten, landslakken, kreeftachtigen en regenwormen werden aangetroffen in de magen van de dieren. Het voedsel verschilt wat per jaargetijde. De salamander is hoofdzakelijk nachtactief, maar na een flinke regenbui of bij vochtig weer kan de soort ook overdag worden aangetroffen. Bij droge omstandigheden zit de salamander verstopt onder stenen of in de strooisellaag van het bos.

## Voortplanting
Over de voortplanting is weinig bekend, waarschijnlijk vindt de paring plaats aan het eind van de zomer, het vrouwtje heeft een draagtijd van meer dan twee jaar en de jongen komen volledig ontwikkeld ter wereld en kennen geen vrijzwemmend larvestadium in het oppervlaktewater. Nadeel is dat het aantal jongen niet meer is dan 1 tot 6, andere salamanders produceren honderden eitjes, waarvan het grootste deel echter al vlak na het uitkomen wordt opgegeten. De salamander kan in de natuur meer dan 20 jaar oud worden.